# Walter Edyvean
Walter James Edyvean (* 18. Oktober 1938 in Medford, Massachusetts, USA; † 2. Februar 2019) war ein US-amerikanischer Geistlicher und römisch-katholischer Weihbischof in Boston.

## Leben
Walter Edyvean empfing am 16. Dezember 1964 durch Bischof Francis Frederick Reh das Sakrament der Priesterweihe für das Erzbistum Boston.
Papst Johannes Paul II. ernannte ihn am 29. Juni 2001 zum Titularbischof von Aeliae und zum Weihbischof in Boston. Die Bischofsweihe spendete ihm der Erzbischof von Boston, Bernard Francis Kardinal Law, am 14. September desselben Jahres; Mitkonsekratoren waren Lawrence Joseph Riley, Weihbischof in Boston, und William Murphy, Bischof von Rockville Centre.
Papst Franziskus nahm am 29. Juni 2014 seinen altersbedingten Rücktritt an.